# Evangelische Kirche Steckborn
Die Evangelische Kirche Steckborn ist ein dorfbildprägendes evangelisch-reformiertes Gotteshaus im thurgauischen Steckborn am Untersee. Seit 1968 steht sie unter dem Denkmalschutz der Schweizerischen Eidgenossenschaft.

## Geschichte

### Anfänge
Die Mönche des Klosters Reichenau dürften Pfarrei von Steckborn und die erste Kirche des Ortes gegründet haben. Die älteste nachweisbare Bausubstanz geht auf das 9. Jahrhundert zurück. Die Kirche, die unter dem Patrozinium von Jakobus dem Älteren stand und dem Baustil der Romanik folgte, besass ungefähr einen Viertel der Grundfläche der heutigen Kirche und wurde im Hochmittelalter an der Wende vom 12. zum 13. Jahrhundert erweitert. Im Jahr 1209 wurde erstmals ein eigener Pfarrer erwähnt, 1344 wurde die Pfarrei formell der Reichenau einverleibt. Die Bürger von Steckborn versuchten, durch Frühmesspfründe und eine Marienkaplanei das kirchliche Mitspracherecht zu sichern. Aus diesem Grund wurde im 15. Jahrhundert eine Marienkapelle im Norden an die Kirche angebaut. Ein spätgotischer Umbau noch vor der Reformation verlängerte das Kirchenschiff nach Westen hin auf die heutigen Ausmasse.

### Phase der paritätischen Nutzung
Seit der Annahme der Reformation in Steckborn durch eine Bevölkerungsmehrheit 1534 wurde die Kirche von beiden grossen Konfessionen paritätisch genutzt. In den Jahren 1766–1768 errichtete der bischöfliche Baudirektor Franz Anton Bagnato die heutige Kirche. Dem Neubau war ein Zwist zwischen der mehrheitlich evangelischen Bürgerschaft, die ein Gegenprojekt bei den Baumeistern Johannes Grubenmann aus Teufen AR in Auftrag gegeben hatten, und dem Bischof von Konstanz, der sich beim Neubau durchsetzen konnte, vorausgegangen.
Bis ins Jahr 1803, als die letzten Mönche die Insel verliessen, übten die Mönche des Klosters Reichenau Rechte über die Pfarrei Steckborn aus. Nach der Aufhebung des Klosters wurde für den Unterhalt der Kirche ein paritätischer Kirchenbaufond errichtet, der bis ins 20. Jahrhundert bestand. Dieser ermöglichte, dass in den Jahren 1833–1835 der bisherige Chorturm im Osten der Kirche durch den heutigen, klassizistischen Frontturm im Westen ersetzt werden konnte. Baumeister dieses Turmes war Rudolf Hoffmann aus Islikon TG.
Im Jahre 1962–1963 erstellten die Katholiken eine eigene Kirche, die Kirche St. Jakobus, so dass die Stadtkirche vollumfänglich in den Besitz der Evangelischen Kirchengemeinde überging.

### Heutige Nutzung
Seit 1962 wird die Kirche ausschliesslich von der Evangelischen Kirchgemeinde Steckborn genutzt. Diese ist eine selbständige Kirchgemeinde innerhalb der Evangelischen Landeskirche des Kantons Thurgau und dort Teil des Dekanats III Untersee. In den Jahren 1968–1970 wurde die Kirche unter Ernst Oberhänsli renoviert, 2015–2016 erfolgte eine Innensanierung der Kirche.

## Äusseres und Kirchturm
Im Zentrum der Altstadt gelegen, erhebt sich die Evangelische Kirche auf erhöhtem Gelände. Das Gotteshaus besteht aus drei Bauten: Im Osten befindet sich der Chorraum, an den sich der breite, barocke Kirchenraum anschliesst, dem vom klassizistischen Frontturm abgeschlossen wird.
Auf der Westseite der Kirche gruppieren sich, gleichwie die Kirche von der Altstadt erhöht, drei Bauten aus dem 18. Jahrhundert: das ehemalige Waschhaus (heute Sekretariat der Kirchgemeinde), das ehemalige Alte Schulhaus (1525 erstmals als Schule erwähnt, heute Kirchgemeindehaus) sowie das Pfarrhaus. Diese drei Bauten wurden über der westlichen Stadtmauer errichtet und umfassen den Kirchplatz.
Der viergeschossig an das Kirchgebäude angebaute Kirchturm trägt einen achteckigen Spitzhelm. Mit seiner auskragenden Terrasse und seinen gusseisernen Geländern ist der Turm zu einem Wahrzeichen der Stadt geworden. Über 176 Treppenstufen kann die Aussichtsplattform in ca. 35 Metern Höhe bestiegen werden. Dabei hat man eine Sicht auf Steckborn, den Untersee, die Höri und den Seerücken. Durch das Portal im Frontturm betritt der Besucher die Kirche.
Im Kirchturm hängen vier Glocken:
- Die grosse Glocke mit dem Schlagton dis′+2 ist 2300 kg schwer und wurde im Jahr 1524 von Niclaus Oberacker aus Konstanz gegossen. Sie trägt die Inschrift: Laudo Deum verum, plebum voco, congrego clerum. defunctos ploro, festa decoro, pestem demonesque fugo. (deutsch: «Ich lobe den wahren Gott, rufe das Volk, versammle die Geistlichkeit. Verstorbene beklage ich, schmücke die Feste, vertreibe die Pest und Dämonen.»)
- Die Elf-Uhr-Glocke mit dem Schlagton gis′−2 wiegt 647 kg und wurde wie die folgenden Glocken im Jahr 1843 von Carl Rosenlächer aus Konstanz gegossen. Sie trägt die Inschriften: So wie der Klang im Ohr vergeht, der mächtig tönend ihr entschall, so lehren sie, dass nichts bestehet, dass alles irdische verhallt. und Was unten tief dem Erdensohne das wechselnde Verhängniss bringt, das schlägt an die mettallene Krone, die es erbaulich weiter klingt.
- Die dritte Glocke mit dem Schlagton ais′−2 ist die Betzeit-Glocke. Sie wiegt 358 kg und trägt die Inschrift: Zum Gebete spaet und früh, mahn ich euch, vergesst es nie.
- Das Tauf-Glöcklein  mit dem Schlagton eis″−2 ist die kleinste Glocke mit einem Gewicht von 151 kg. Ihre Inschrift lautet: Theurer Frieden, dein Hand, segne stets das Vaterland.

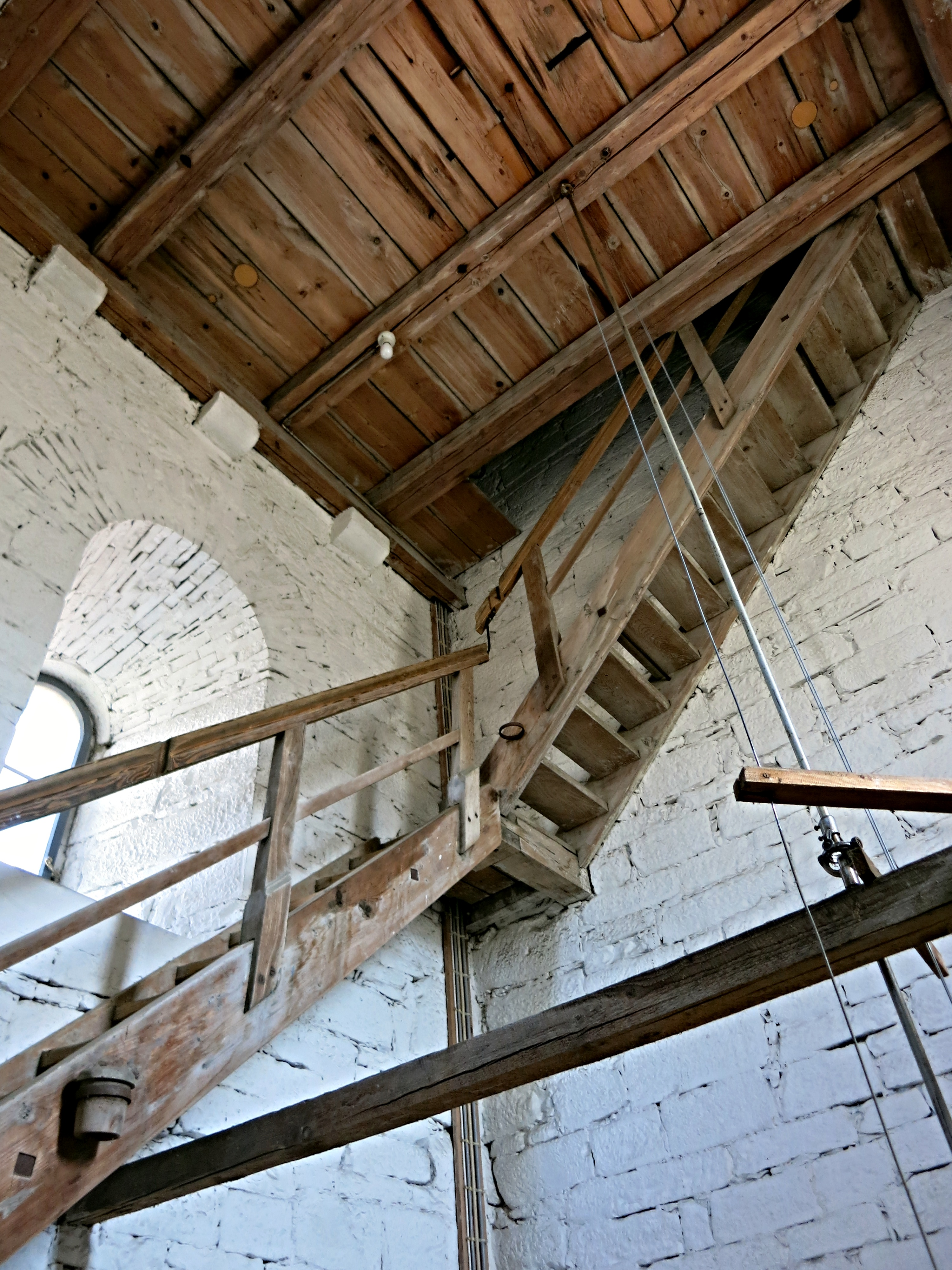
Treppen im Kirchturm
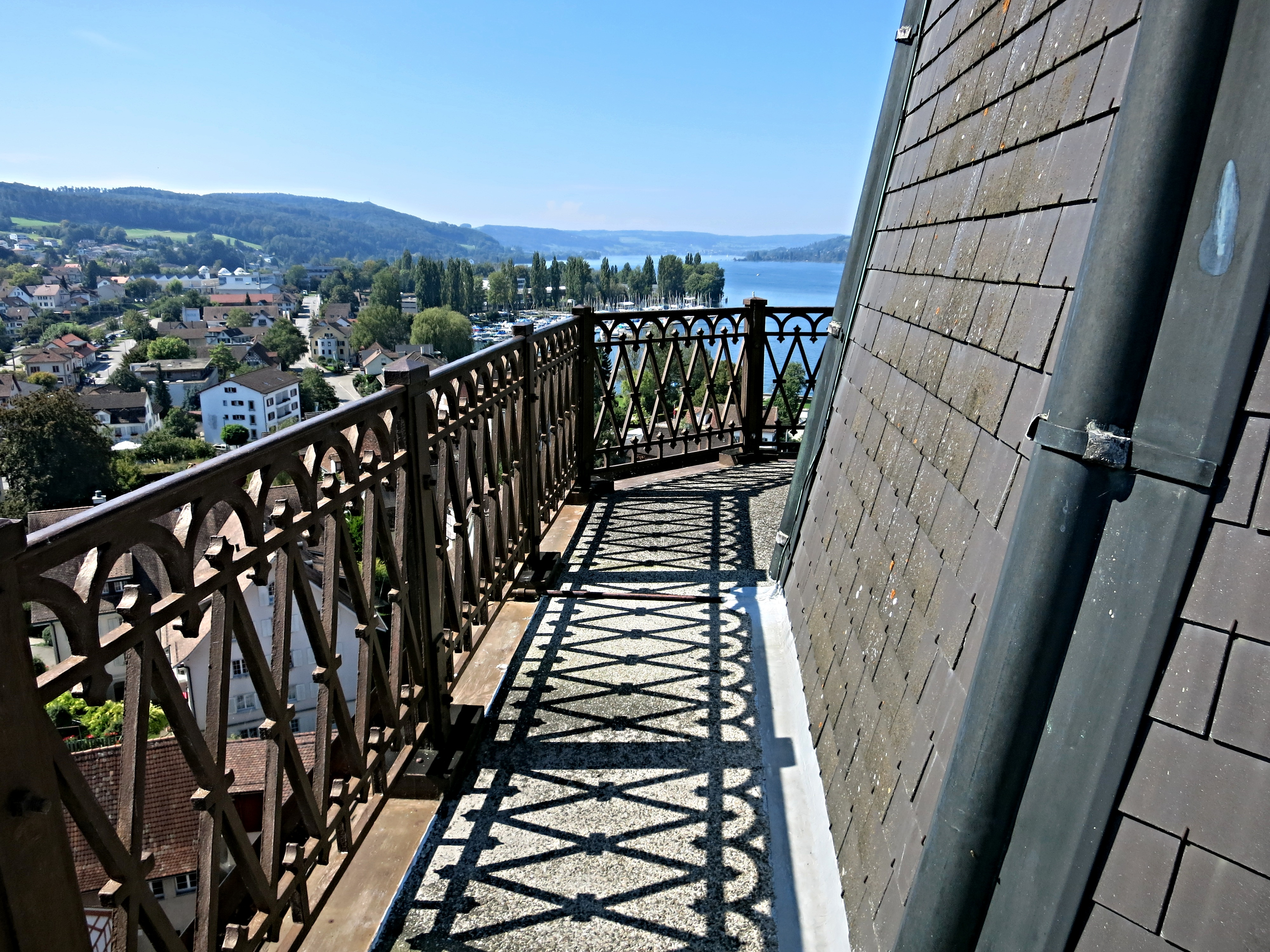
Aussichtsplattform (Blick gegen Westen)
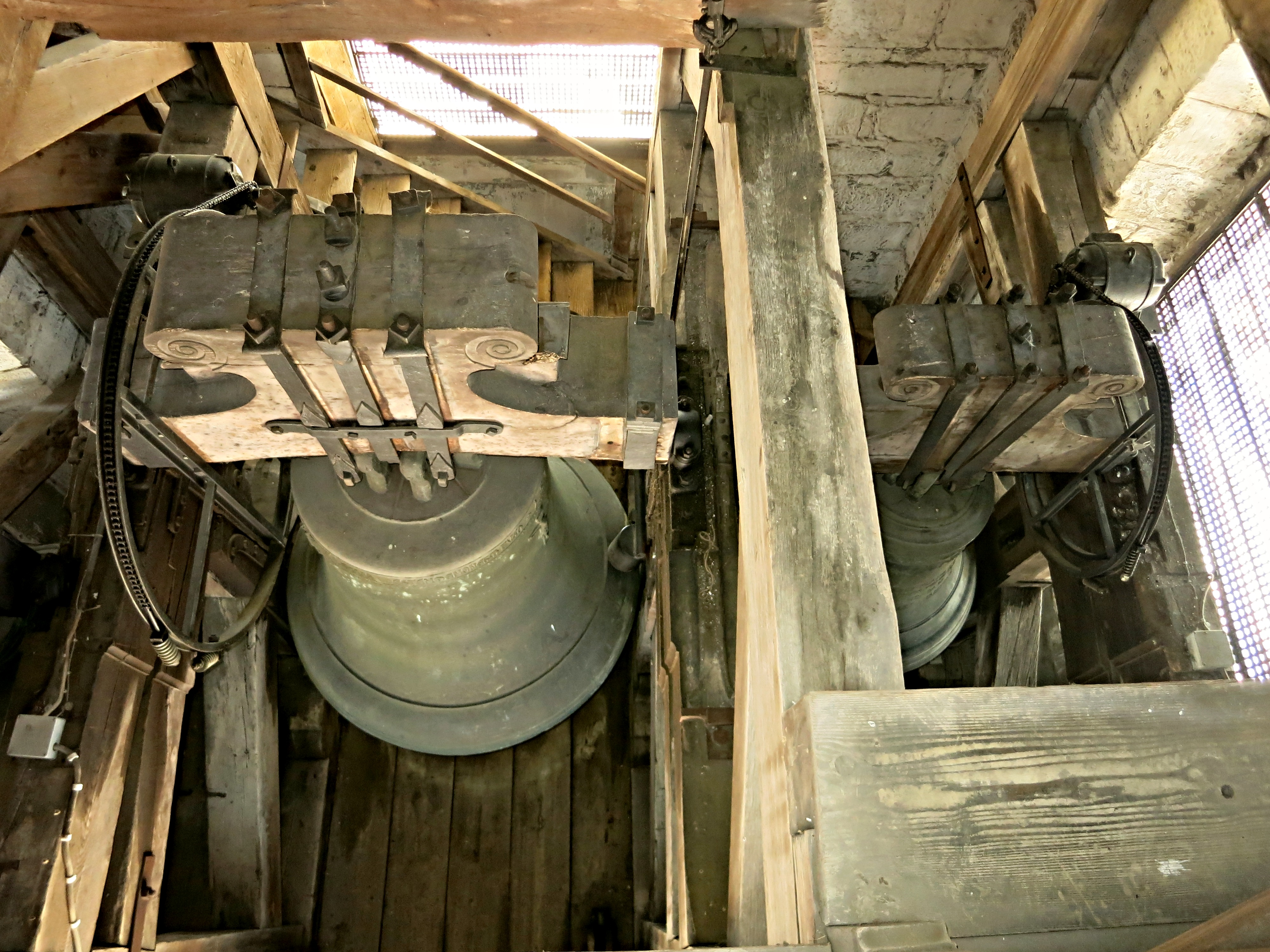
Glocken

### Innenraum und künstlerische Ausstattung
Das Innere der Kirche besteht aus einem breiten, hellen Raum, der sowohl dem Ideal eines protestantischen, quergerichteten Predigtraums als auch eines katholischen Längsbaus entspricht, da an die Ostwand des Kirchenraums der Chor folgt, in dem bis zum Ende der paritätischen Nutzung der Hochaltar aufgestellt war. Der Chor wurde für die Dauer der evangelischen Gottesdienste mit einem Vorhang vom Schiff abgeschlossen. Über dem Korbbogen, der den Chor mit dem Kirchenraum verbindet, ist in den Stuckaturen eine Kartusche eingelassen. Sie trägt die Inschrift Soli deo gloria (dt. Allein Gott die Ehre). Zwei weitere Kartuschen an der Ostwand zeigt die Wappen der am Bau beteiligten Familien Labhardt (links) und Hanhart (rechts). Die Stuckaturen wurden vermutlich von Konstanzer Künstlern ausgeführt. Die Kanzel stammt aus dem Jahr 1767 und wurde mit Rokoko-Ornamenten geschmückt. Der Wandteppich im Chor wurde 1974–1975 von Gemeindemitgliedern gestickt und zeigt ein Kreuz.

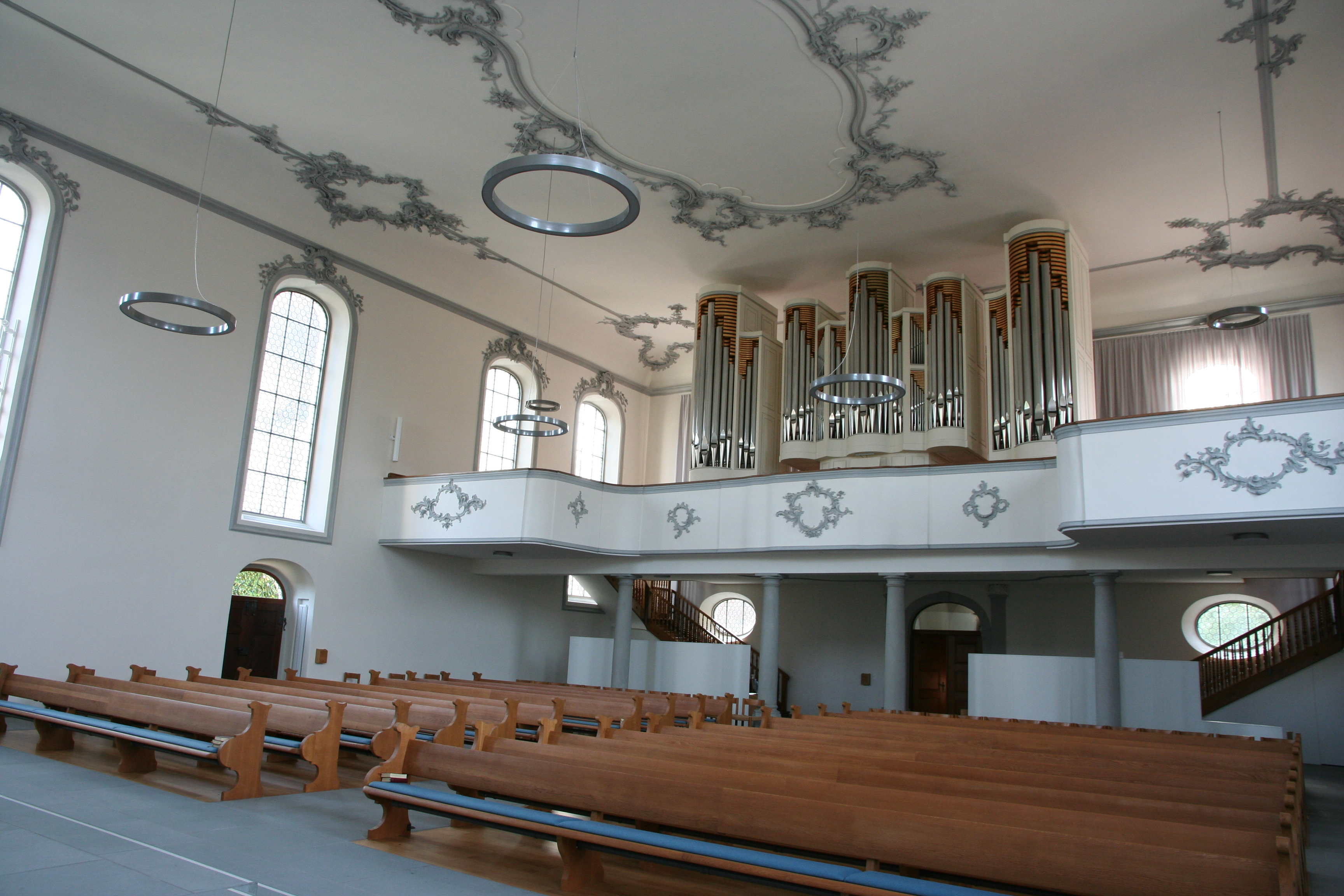
Blick zur Empore
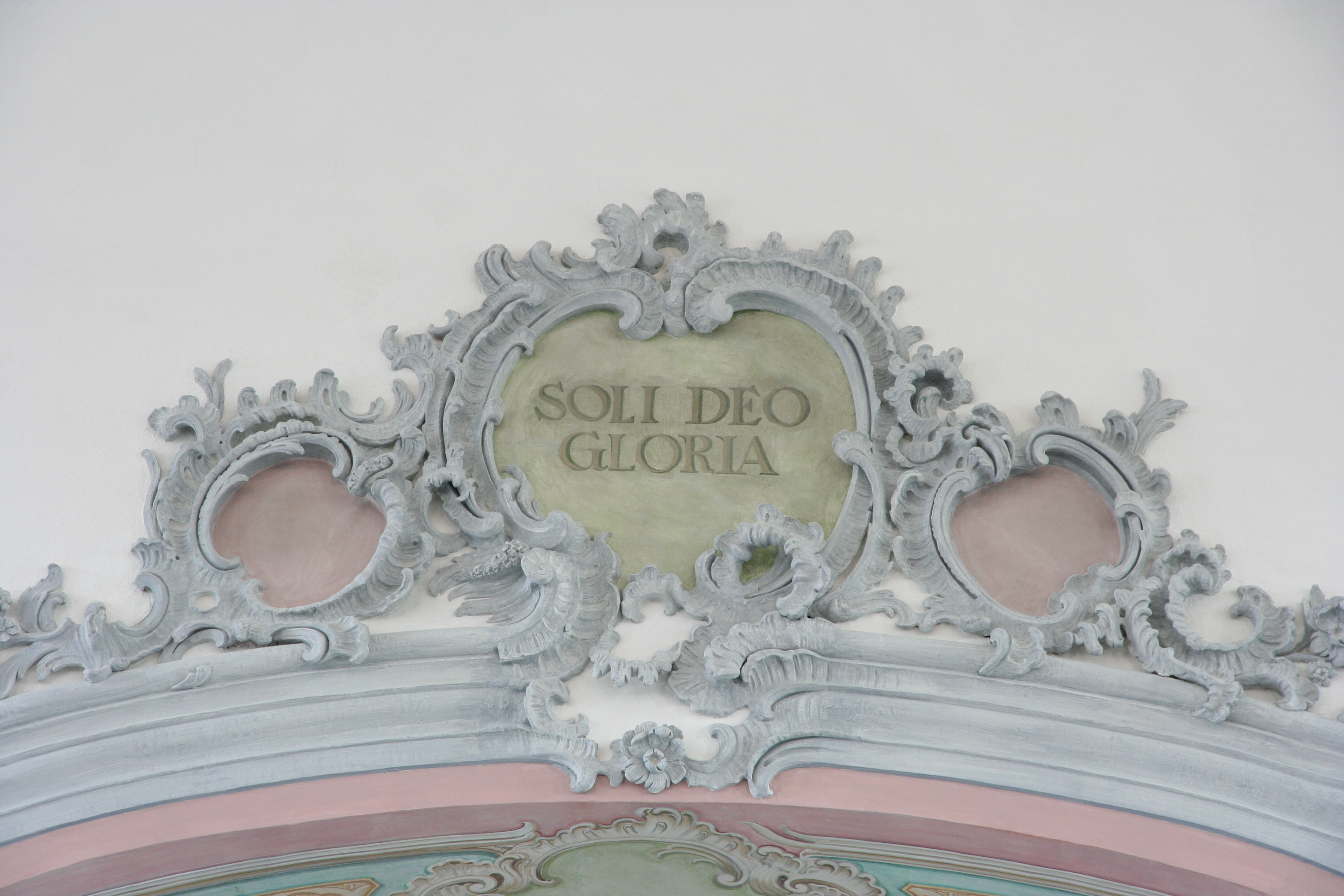
Kartusche
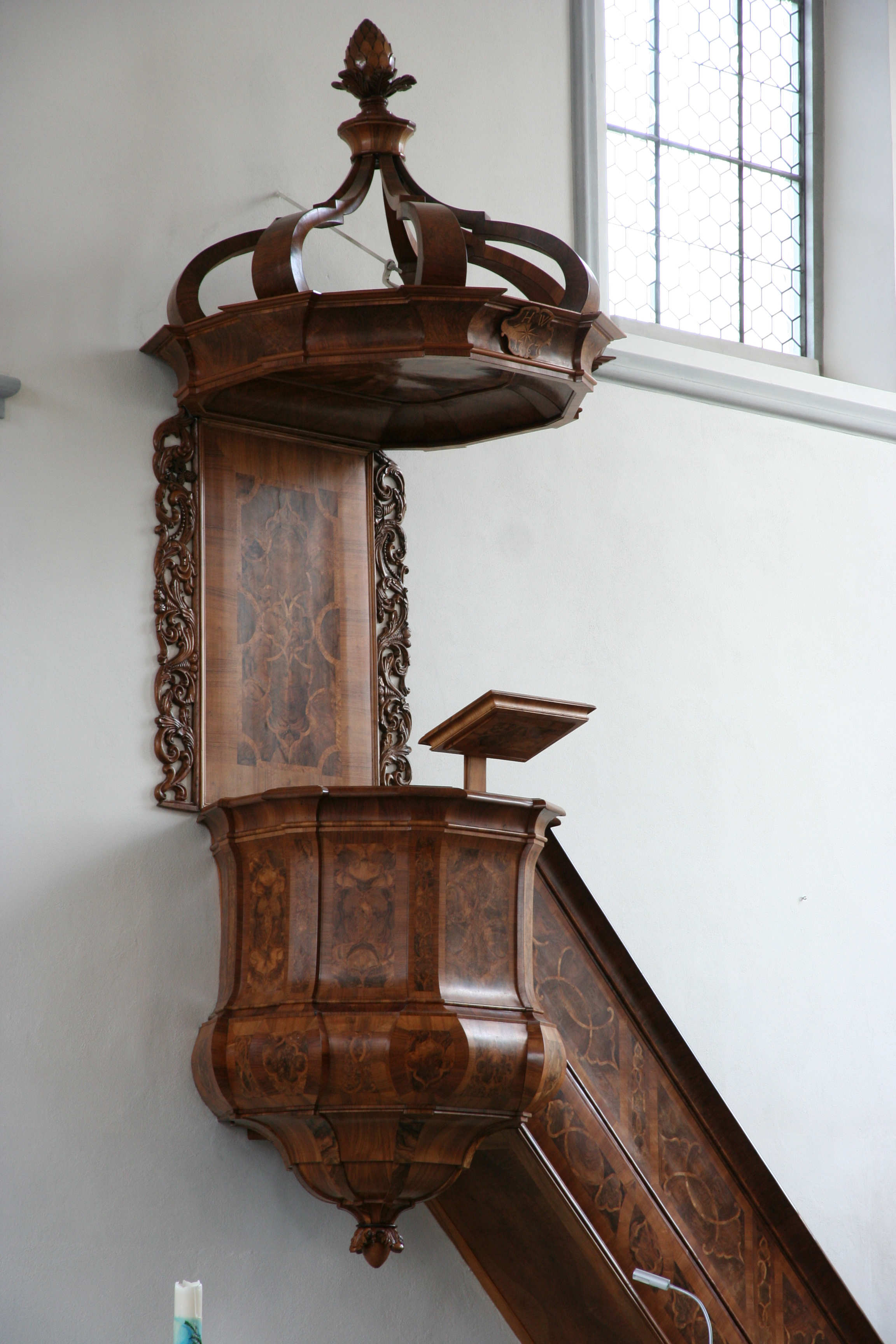
Kanzel

### Orgel
Im Jahr 1910 erbaute die Firma Orgelbau Th. Kuhn, Männedorf eine pneumatische Orgel mit 21 klingenden Registern. 1923–1924 wurde das Instrument umgebaut, es blieb bis 1968 bestehen. Im Jahr 1970 schuf wiederum die Firma Kuhn das heutige Instrument, welches erneut auf der hufeisenförmigen Westempore errichtet wurde. Das Gehäuse folgt der Farbgebung des Kirchenraumes und ist in Weiss gehalten. Zwei freistehende Pedaltürme flankieren den Hauptprospekt der Orgel. 1992 erfolgte eine Revision durch Markus Wagenbach (Firma Kuhn). Hierbei wurde die Gemsquinte von 1 1⁄3 auf 2 2⁄3 gesetzt und die Terznone wurde zur Terz 1 3⁄5 umgebaut; vom Rauschbass im Pedal wurde der höchste Chor stillgelegt. 2017 wurde wiederum eine Revision vorgenommen, durch Uwe Schacht von Fa. Kuhn, unter Mitarbeit des örtlichen Organisten. Hierbei wurden von den Mixturen in Haupt- und Oberwerk je der höchste Chor stillgelegt und die Temperierung nach Vallotti vollzogen.
Die Disposition der Orgel:
| I Hauptwerk C–g3 |                |
| Pommer           | 16′            |
| Principal        | 08′            |
| Rohrgedackt      | 08′            |
| Viola da Gamba   | 08′            |
| Octave           | 04′            |
| Sesquialtera     | 2 ⁄3′ + 1 3⁄5′ |
| Octav            | 02′            |
| Mixtur V         | 1 ⁄3′          |
| Trompete         | 08′            |

| II Oberwerk (schwellbar) C–g3 |        |
| Eichengedackt                 | 8′     |
| Quintatön                     | 8′     |
| Principal                     | 4′     |
| Rohrflöte                     | 4′     |
| Nazard                        | 2 ⁄3′  |
| Blockflöte                    | 2′     |
| Terz                          | 1 3⁄5′ |
| Scharff III                   | 2⁄3′   |
| Dulcian                       | 8′     |
| Tremulant                     |        |

| Pedal C–f1    |        |
| Principalbass | 16′    |
| Subbass       | 16′    |
| Oktavbass     | 08′    |
| Spitzflöte    | 08′    |
| Rauschbass IV | 5 1⁄3′ |
| Dolcan        | 04′    |
| Posaune       | 16′    |
| Zinke         | 08′    |

- Normalkoppeln: II/I, I/P, II/P

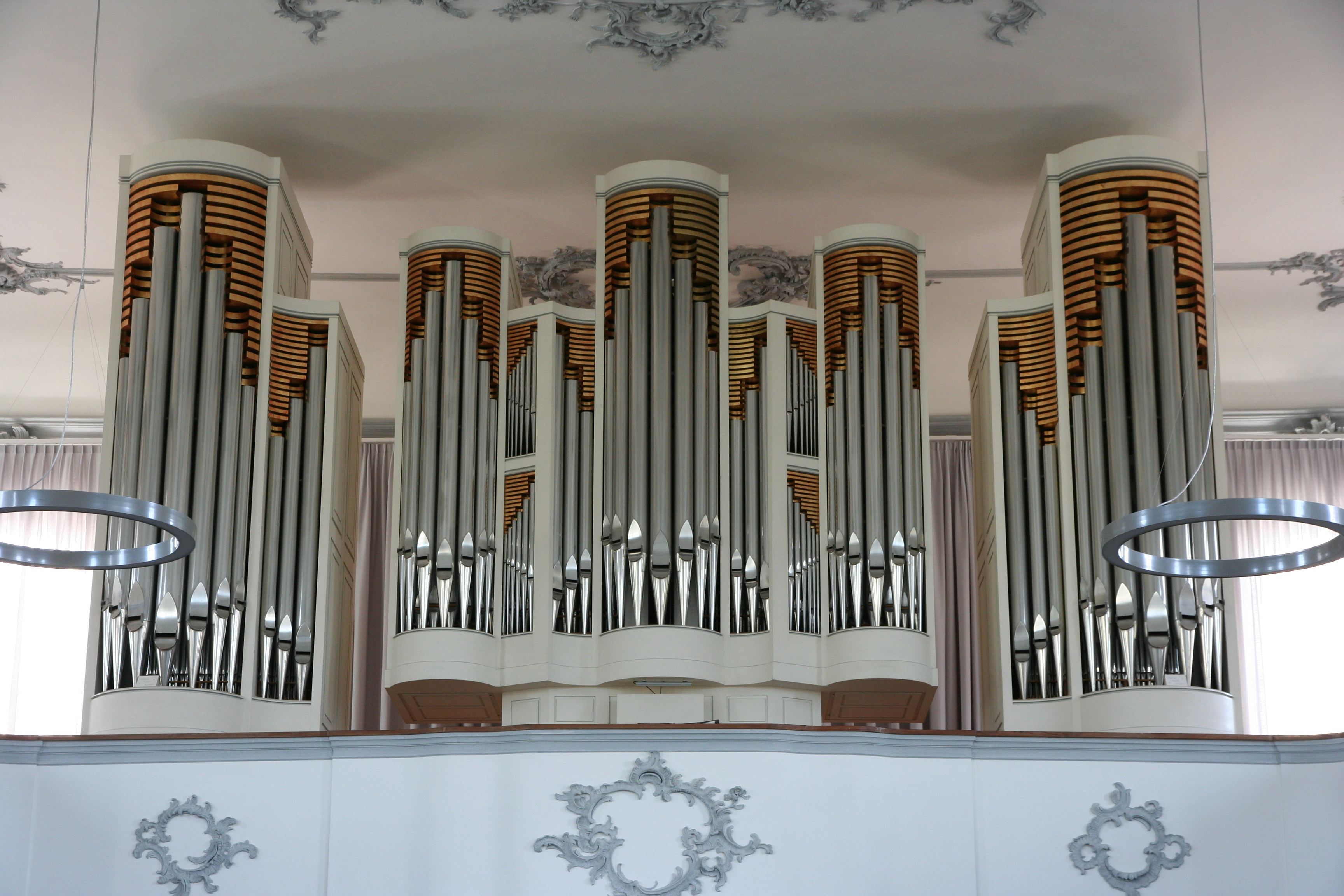
Kuhn-Orgel von 1970

- Spielhilfen: Pleno, Absteller (Mixtur, Trompete, Zinke, Posaune)